# Con el viento solano
Con el viento solano è un film del 1966 diretto da Mario Camus.